# Gil Pupil·la
Gil Pupil·la (nom original en francès: Gil Jourdan) és un personatge de ficció de còmics i l'heroi d'una sèrie de còmics amb el mateix nom creat per l'autor belga Maurice Tillieux. La seva primera aventura va aparèixer al n° 926 de la revista Spirou, el 20 de setembre de l'any 1956. Tillieux va realitzar els escenaris i els dibuixos de tots els àlbums excepte dels quatre darrers, fets pel dibuixant Gos. La sèrie es va aturar l'any 1978 a causa de la mort de l'autor en un accident d'automòbil. Va ser adaptada en català per Albert Jané a la revista Cavall Fort. Les historietes es van compilar en àlbums. Primer va ser Josep Tremoleda i Roca a la col·lecció Anxaneta i posteriorment l'editorial Casals. Edicions B n'editaria un homenatge signat per diversos autors l'any 1990.

## Argument
En Gil Pupil·la és un detectiu privat, semblant als herois de Hammet i Chandler: té el seu despatx polsegós a París i treballa acompanyat del seu maldestre ajudant Sargantana, la seva secretària Cirereta i amb la col·laboració habitual de l'inspector Crostó.
En aquestes aventures, el ritme i l'acció fan un paper fonamental: les persecucions amb cotxe, les baralles, les caigudes i les corredisses estan presents en cada episodi. El ritme trepidant, moltes vegades, d'aquests àlbums té molta semblança amb el de les pel·lícules nord-americanes de gàngsters. Aquest dinamisme es plasma de manera eficaç al còmic, gràcies a la planificació de la pàgina i la distribució de les vinyetes.
Encara que les aventures de Gil Pupil·la l'han dut alguna vegada a llocs exòtics (vegeu, per exemple, L'infern de Xica-Xic) la majoria d'episodis de la sèrie tenen lloc en llogarets del territori francès: la Normandia d'El pas dels ofegats, els vilatges de l'interior a Festival sobre 4 rodes o El secret de la cripta.

## Personatges
- Gil Pupil·la, llicenciat en dret, és un detectiu privat molt eixerit amb un humor burleta. Duu un vestit blau marí, camisa blanca, coll d'aletes vermell i cabells foscos. Res no l'atura: per a resoldre la seva primera investigació, ajudarà un lladre de caixes fortes a escapar-se de la presó, ja que li'n cal la col·laboració.
- En Sargantana és aquest (ex) lladre: vestit groc, camisa blanca, corbata negra, calb, a vegades duu un barret i li agrada de xumar. Després d'haver-se fugat de la presó amb l'ajuda voluntària de Gil Pupil·la i la involuntària de l'inspector Crostó, esdevé ràpidament el braç dret del detectiu, encara que no sigui gaire valent. És un personatge còmic, gràcies al seu llenguatge especial i a les seves batusses verbals amb la Cirereta.
- La Cirereta és l'assistenta cultivada d'en Gil Pupil·la. Roba negra, jaqueta vermella, arracades blanques, apareix en la sèrie de manera esporàdica.
- L'inspector Crostó també és un personatge humorístic, encara que a mesura que la sèrie es va desenvolupant es torna més seriós. Vestit negre, camisa blanca, coll d'aletes blau, un mostatxo gros panotxa, capell i bastó, és l'enemic íntim d'en Sargantana. Al començament adversari d'en Gil Pupil·la, n'esdevindrà més endavant un dels aliats més valuosos.

## Curiositats
- Gil Pupil·la no és, en el sentit estricte de la paraula, una sèrie original, ja que es tracta de l'adaptació d'un altre personatge del mateix autor, "Fèlix", al qual va canviar el nom a causa d'un canvi d'editorial.

- Els dos primers episodis van ser censurats a França fins a l'any 1971: es considerava que l'inspector Crostó donava una imatge poc respectuosa de la policia.

- Com llur creador, els personatges de la sèrie són grans fumadors, tret de l'heroi principal.

## Els àlbums originals
Guió i dibuixos de Maurice Tillieux, excepte especificació. Data de publicació original.
1. Libellule s'évade, 1959.
2. Popaïne et vieux tableaux, 1959.
3. La Voiture immergée, 1960.
4. Les Cargos du crépuscule, 1961.
5. L'Enfer de Xique-Xique, 1962.
6. Surboum pour 4 roues, 1963.
7. Les Moines rouges, 1964.
8. Les 3 Taches, 1965.
9. Le Gant à trois doigts, 1966.
10. Le Chinois à 2 roues, 1967.
11. Chaud et froid, 1969.
12. La Pâtée explosive, 1971.
13. Carats en vrac (guió de Maurice Tillieux, dibuixos de Gos), 1971.
14. Gil Jourdan et les fantômes (ídem), 1972.
15. Sur la piste d'un 33 tours (ídem), 1973.
16. Entre deux eaux (ídem), 1979.

## Àlbums Anxaneta
1. El pas dels ofegats, 1966.
2. Els vaixells del capvespre, 1968.
3. El secret de la cripta, 1971.

## Àlbums Casals
1. La fuga de Sargantana, 1987.
2. Art i popaïna, 1987.
3. El pas dels Ofegats, 1987.
4. Els vaixells del capvespre, 1987.
5. L'infern de Xica-xic, 1988.
6. Festival sobre quatre rodes, 1988.
7. El secret de la cripta, 1989.
8. Les tres taques, 1989.
9. El guant de tres dits, 1990.
10. L'home de les 2 rodes, 1991.

## Àlbum Edicions B
1. Les investigacions dels seus amics, 1990.[1]